# Mîrne, Ievpatoria
Mîrne (în ucraineană Мирне) este o așezare de tip urban din orașul regional Ievpatoria, Republica Autonomă Crimeea, Ucraina. În afara localității principale, nu cuprinde și alte sate.

## Demografie
Componența lingvistică a așezării de tip urban Mîrne
     Rusă (88,06%)
     Ucraineană (10,32%)
     Alte limbi (1,13%)
Conform recensământului din 2001, majoritatea populației așezării de tip urban Mîrne era vorbitoare de rusă (88,06%), existând în minoritate și vorbitori de ucraineană (10,32%).